# 利奥波德·弗里德里希
利奥波德·弗里德里希（德語：Leopold Friedrich，1898年1月1日—1962年），奥地利前男子举重运动员。他曾代表奥地利参加1924年夏季奥林匹克运动会举重比赛，获得男子82.5公斤级铜牌。